# Altica oleracea
Altica oleracea är en skalbaggsart som först beskrevs av Carl von Linné 1758.  Altica oleracea ingår i släktet Altica, och familjen bladbaggar. Arten är reproducerande i Sverige.

## Bildgalleri

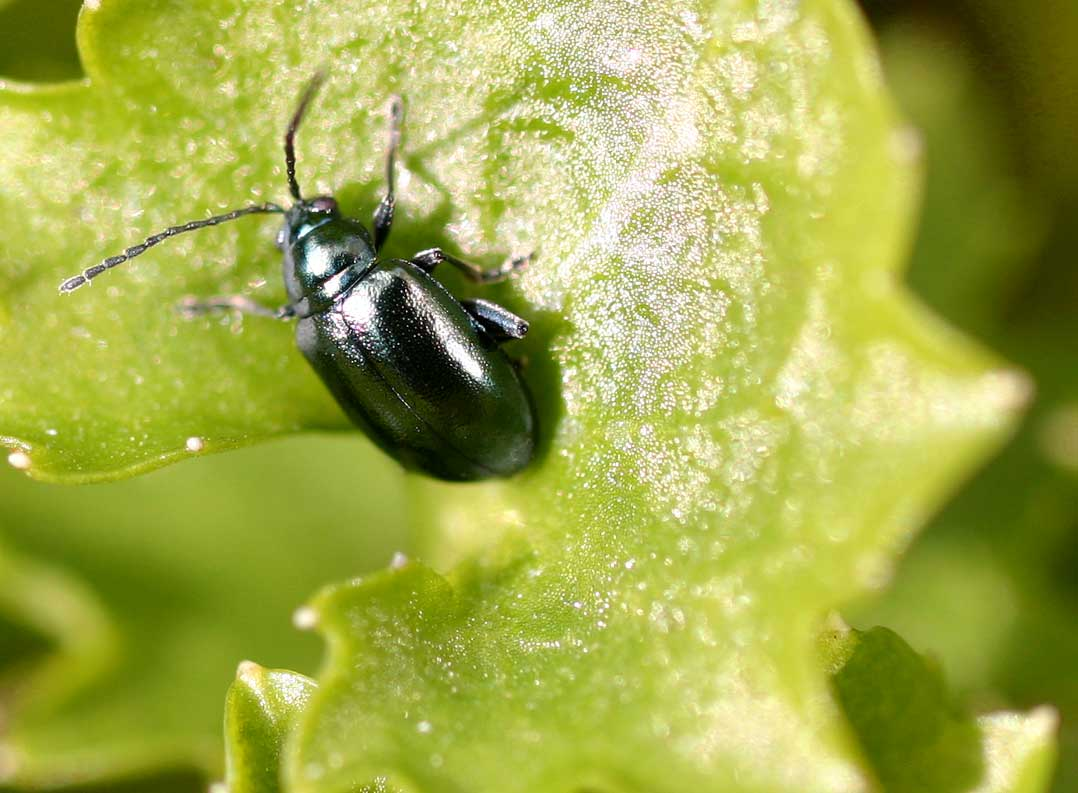
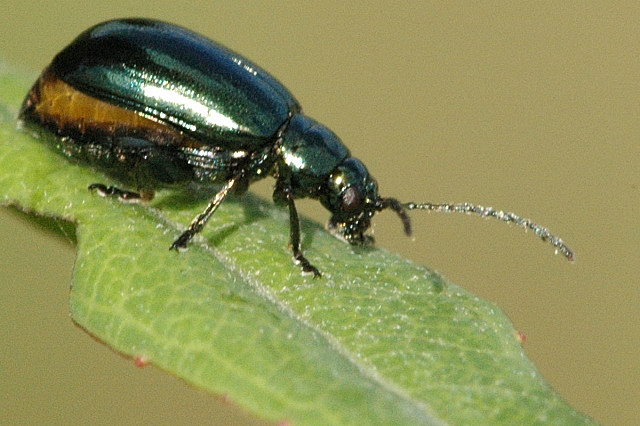
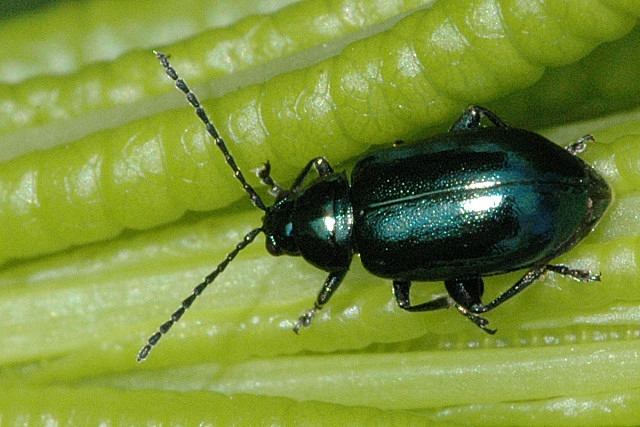
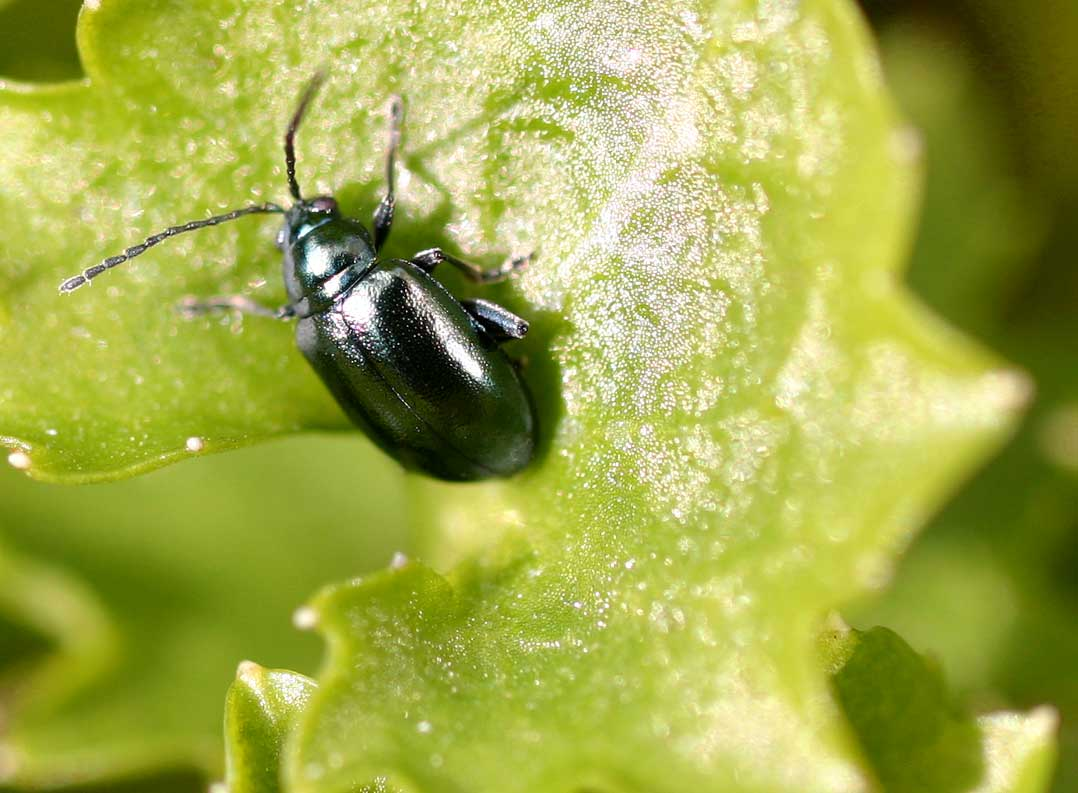
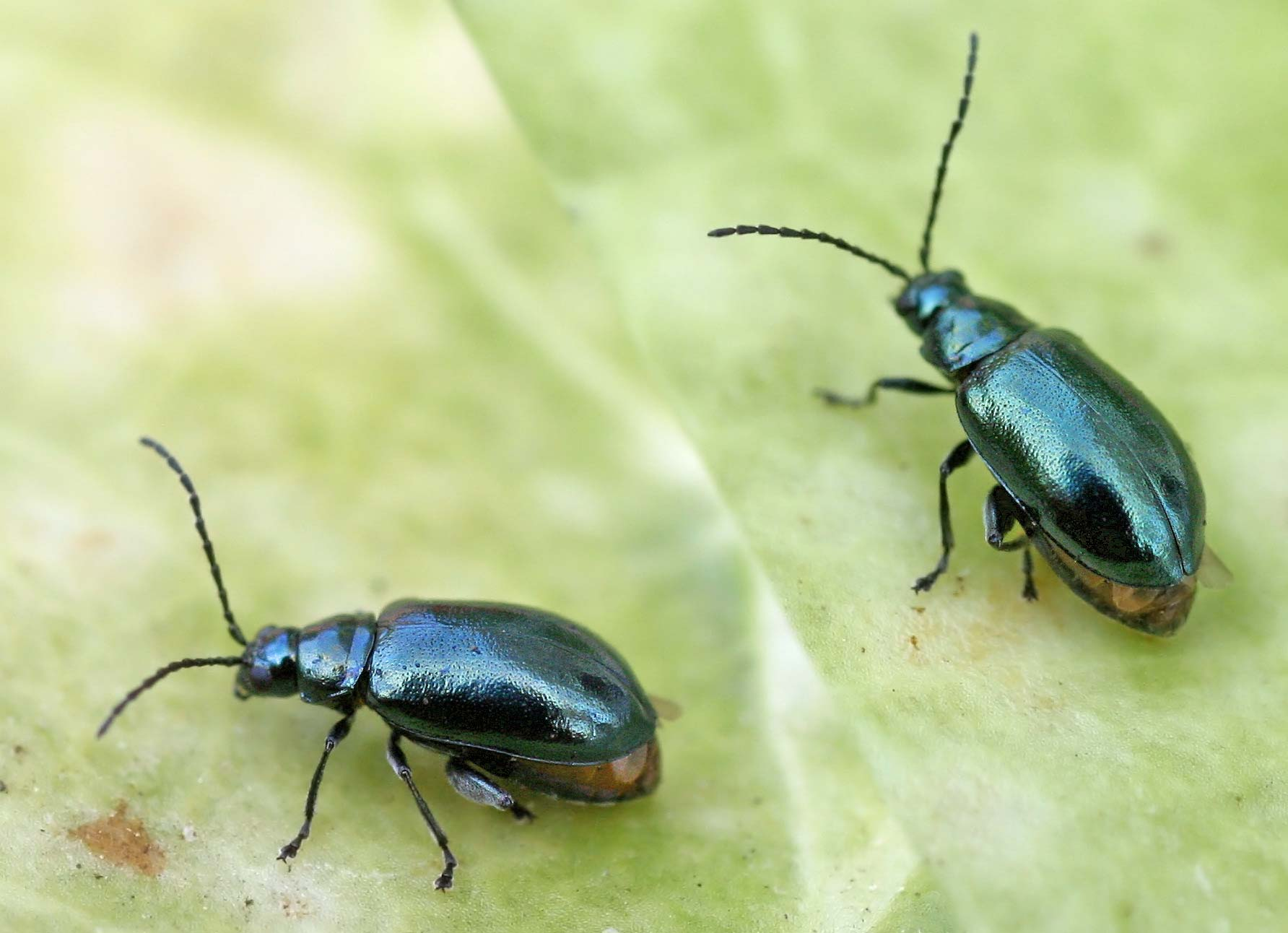
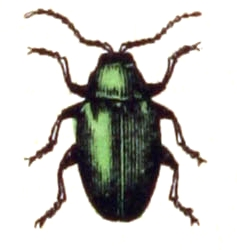